# Jan Rafalski
Jan Rafalski (ur. 1909 w Petersburgu, zm. 1995) – polski arachnolog-akarolog, profesor zwyczajny. 

## Życiorys
Ukończył gimnazjum w Poznaniu w 1928 roku. Studiował na Uniwersytecie Poznańskim, jego nauczycielami byli m.in. Antoni Jakubski oraz Jan Gabriel Grochmalicki. Tytuł magistra uzyskał w 1939 roku. Walczył w kampanii wrześniowej jako oficer, podczas II wojny światowej trafił do obozu jenieckiego.
W latach 50. XX wieku był samodzielnym pracownikiem nauki w Katedrze Zoologii Ogólnej Uniwersytetu im. Adama Mickiewicza w Poznaniu, która mieściła się w Collegium Maius. W grudniu 1955 roku otrzymał nagrodę pieniężną ministra. Uzyskał stopień doktora. Pracował na stanowisku docenta w Zakładzie Morfologii Zwierząt Uniwersytetu im. Adama Mickiewicza, był w latach 70. XX wieku jego kierownikiem. Następnie pracował na stanowisku profesora nadzwyczajnego i profesora zwyczajnego; w 1989 roku był pracownikiem emerytem. Mieszkał w Poznaniu na os. Wielkiego Października 13/10.
Na jego cześć nazwano gatunek skakuna Marengo rafalskii i gatunek roztocza Coccotydaeolus rafalskii, a także rodzaj skakunów Rafalus.

## Odznaczenia
- Medal 10-lecia Polski Ludowej (przed 1958)[12]

## Dorobek naukowy

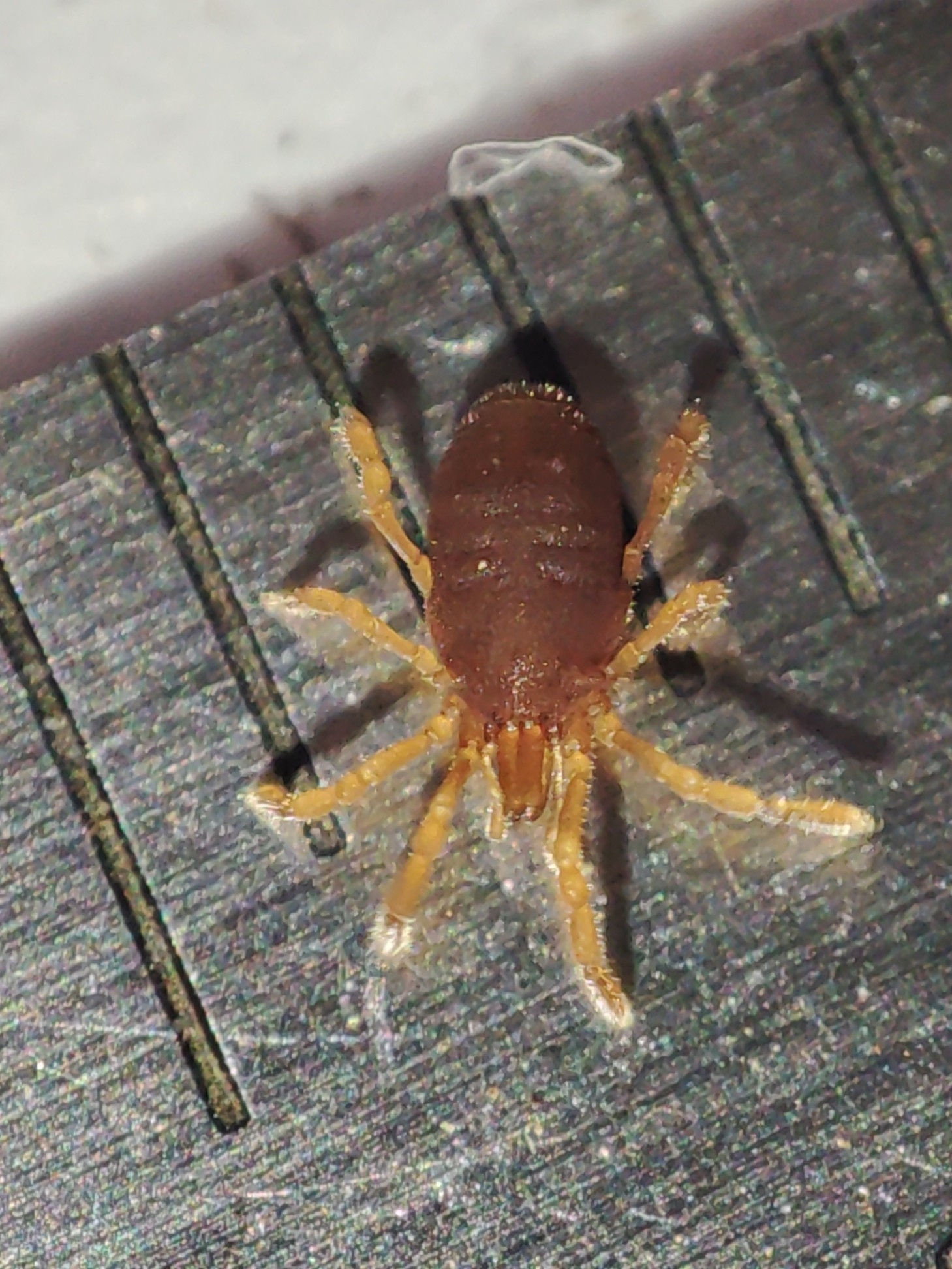
Siro carpathicus

Zajmował się głównie roztoczami (Acari), kosarzami (Opiliones) i zaleszczotkami (Pseudoscorpiones), a także zoogeografią. Rozpoczął badania akarologiczne, które objęły całą Polskę i dzięki wychowaniu dwóch pokoleń akarologów Polska stała się najlepiej opisanym krajem świata pod względem akarofauny. Jednymi z jego ulubionych rejonów badawczych były Tatry Polskie oraz Jura Krakowsko-Częstochowska, a zwłaszcza Ojcowski Park Narodowy, gdzie badał pajęczaki, w tym roztocza.
Opisał naukowo nowy gatunek zaleszczotka Mundochthonius carpaticus w 1948roku, nowy gatunek kosarza Siro carpathicus w 1956 roku, a także nowy gatunek roztocza Adamystis coineaui z Hindukuszu w 1982 roku. Wykazał nowe dla fauny Polski gatunki m.in. kosarza łabunia długonogiego (Leiobrunum limbatum) w 1985 roku.
Publikował artykuły naukowe m.in. we „Fragmenta Faunistica”, „Polskim Piśmie Entomologicznym”. Był promotorem m.in. Jerzego Prószyńskiego (doktorat w 1965 roku).

### Wybrane publikacje
- Pseudoscorpionidea z Kaukazu w zbiorach Państwowego Muzeum Zoologicznego, Państwowe Muzeum Zoologiczne, 1949[20]
- Kosarze. Opiliones, Polskie Wydawnictwo Naukowe, 1960[21]
- Pajęczaki [w:] Przyroda Ojcowskiego Parku Narodowego. Studia Nat., seria B., 28, s. 319–342[22]